# 두뇌 트레이닝
《두뇌 트레이닝》(일본어: 脳トレ)은 닌텐도가 개발하고 배급하는 비디오 게임 시리즈이다.

## 시리즈 목록
- 매일매일 DS 두뇌 트레이닝 (2005)
- 매일매일 더욱더! DS 두뇌 트레이닝 (2005)
- 잠깐! 간편! 두뇌 트레이닝 (2008)
- 초강력! 5분간의 집중력 트레이닝 (2012)
- 매일매일 Nintendo Switch 두뇌 트레이닝 (2019)